# ロックマンX2
『ロックマンX2』（ロックマンエックスツー、ROCKMAN X2）は、1994年12月16日に日本のカプコンから発売されたスーパーファミコン用横スクロールアクションゲームである。

## 概要
同社の『ロックマンXシリーズ』第2作目。主人公のエックスを操作し、謎の組織「カウンターハンター」を倒すことを目的としている。同社の自社製チップであるCX4を搭載し、グラフィックや演出面を大幅に強化していることが特徴。
本作からはゲーム開始時点でダッシュが使用可能。また、「オープニングステージでの巨大ボス戦」「8体のボスとは別に、選択ステージ途中に乱入してくるボス」「弱点武器による仰け反りが8体のボス全員へ適用」など、以後の作品で定番となった様々な要素が取り入れられている。
ストーリー面では、ロックマンシリーズのDr.ワイリーを思わせるキャラクターの登場や、前作で自爆したゼロの復活などの新展開が繰り広げられる。
売上は日本国内のみでも約43万本の売上を記録している。後に北米ではニンテンドー ゲームキューブおよびPlayStation 2用ソフト『Mega Man X Collection』（2006年）に収録された他、日本では携帯電話ゲームとして2008年12月1日にiアプリ、2009年5月14日にEZwebおよびYahoo!ケータイにて配信された。また、バーチャルコンソール対応ソフトとして2011年にWii、2014年にWii U、2016年にNewニンテンドー3DSにてそれぞれ配信された。
カートリッジの特徴として、カプコンが独自に開発したDSPチップ Cx4（シーエックスフォー）を搭載している。Cx4チップはワイヤフレーム描画やスプライトの回転を実現する演算機能を有し、従来のSFC作品よりもさらに発展したグラフィック、演出を実現しているとされ、本作でも縦数画面分もの巨大さで滑らかに動くボスキャラクターや、ワイヤーフレームによる立体的なキャラクターの登場などにその性能が生かされている。
ROMによっては、プレイ中に強制的に特殊武器がギガクラッシュへとチェンジされるバグが存在するが、ソフトの回収には至らなかった。

## ストーリー
史上最強のレプリロイド・シグマの反乱から半年後。一度は減少したかに見えたイレギュラーは、ある時を境に増加の一途をたどり、各地でイレギュラーハンター基地が破壊されるという事件が起こっていた。それらのイレギュラーは特殊な制御チップを埋め込まれており、そのチップには"Σ"のマークが刻まれていた。
第17精鋭部隊の隊長となったエックスは、そのイレギュラーを製造しているという基地に赴き、その破壊に成功するが、時を同じくして各地で特A級のレプリロイド達の反乱が勃発。その背後には、「カウンターハンター」と呼ばれる3体の謎のレプリロイドの存在があった。
一方、先の戦いで破壊されたゼロは頭脳チップが奇跡的に無傷だったが、ボディの修復はレプリロイド工学の権威、ケイン博士にも不可能であり、基地にチップが保管されたままの状態であった。そんな中、反乱を鎮圧していくエックスの元に、突然カウンターハンターから通信が入る。それは「我々と一騎討ちを行え。もし勝利できればゼロのボディを渡す」という、エックスへの宣戦を布告するものであった。
カウンターハンターの正体、そして最終目的は何なのか。本当にゼロは復活することができるのか。答えを得るためにエックスは戦い続ける。

## 登場キャラクター

### メインキャラクター

#### イレギュラーハンター
エックス（X）
平和のために戦うハンター。先の戦いでシグマを倒した後、第17精鋭部隊の隊長へと昇格。シグマの反乱が終わってもイレギュラーが増え続ける中、イレギュラーの製造工場の情報を入手し、調査および破壊に向かう。
ゼロ（Zero）
先の戦いで、エックスを助けるために自爆した特A級のイレギュラーハンター。しかし、頭脳チップが奇跡的に無傷で、ボディがあれば復元可能な状態であった。だがそのボディは「レプリロイドの生みの親」であるはずのケイン博士にも不可能とされており、ストーリー開始時点ではイレギュラーハンター基地に頭脳チップのみの状態で保管されている。
後にカウンターハンター・サーゲスによってボディパーツが製造され、これらのパーツをカウンターハンターから回収できるかどうかによって本作のストーリーが分岐する。パーツを全て回収した場合は味方として完全に復活し、ゼロとの戦闘を回避できる（ブラックゼロの項目も参照）。だがパーツを1つでも回収し損ねた場合は逆に頭脳チップが奪われ、シグマの部下として復活したゼロと戦わなければならなくなる。
敵として戦う場合、エックスの（パワーアップパーツを装着した状態の）フルチャージの攻撃をも上回る三段攻撃「ダブルチャージウェーブ（Double Charge Wave）」を一瞬の溜めで放てる他、ダッシュしながらの斬撃や、地面を殴って広範囲に破片をまき散らす「アースクラッシュ（Earth Crush）」などの数々の強烈な技を繰り出してくる。
新たなボディに伴い、バスターのデザイン変更やショルダーガードや金色のラインの追加など、各所のディテールが変更されている。最大の変更点は追加されたビームサーベル型の武器で、後に「ゼットセイバー」（『X3』では「ビームサーベル」）と名付けられ、性能を変えつつもゼロの主武装となる。
Dr.ケイン（Dr.Cain）
「レプリロイドの生みの親」といわれるレプリロイド工学の権威にして、イレギュラーハンターの設立者。
名称自体は『ロックマンX』のOPデモに登場したが、その姿を現したのは本作が初である。

#### カウンターハンター
シグマの反乱終結から半年後、イレギュラー大量発生事件を引き起こし、半月の間に100体以上もの優秀なイレギュラーハンターを破壊した三人組の「イレギュラーハンターを始末する」レプリロイドたち。影で暗躍しながら、部下として従えている元特A級ハンターらを含む8人のレプリロイドに大規模な反乱を起こさせ、シグマの反乱に次ぐレプリロイドによる戦乱を主導した。
2体のボスを倒した後、残り6つのステージのどれかに現れ、倒すことができるとゼロのパーツが入手することができる。
バイオレン（Violen）
パワー：18400rp / スピード：6200rp
3人のカウンターハンターの1人。ゼロのボディパーツを所持している。赤系のカラーリングで太めの体格が特徴であるパワー重視のレプリロイド。見た目も威圧的で作中では荒々しい口調で会話する。
指先からのマシンガン、及び頭に繋がれた巨大な鎖鉄球を振り回して戦う。重量級でスピードは劣るが、桁外れのパワーを誇り、大規模な破壊活動や殲滅戦に優れ、イレギュラーハンター基地を一人で壊滅させるといったおそるべき経歴を持つ凶悪なイレギュラー。開発時にパワーに重点を置きすぎたために思考回路は不完全であり、性格や行動は名前通り粗野で凶暴、自らの絶対的な力を妄信する無頼漢である。
カウンターハンターステージ1では、「ネオ・バイオレン（Neo Violen）」としてパワーアップする。エックスに敗れると自身のパワーが通じないことを受け入れられないまま、消滅する。
サーゲス（Sagesse）
パワー：10300rp / スピード：12300rp
3人のカウンターハンターのリーダー。ゼロのヘッドパーツを所持。小柄な老人の姿をした科学者型レプリロイドで、話す言葉も老人口調である。ボディは青を主体としたカラーリングで普段は黒で統一された帽子型のヘッドパーツとマントを着用している。
低い戦闘能力を本人の開発したメカで補っており、戦闘時はバリア発生や地雷設置機能を持つ浮遊円盤「フライングサークル」に搭乗しながら移動し、ときに大きくジャンプし空中で身体を回転させながらヘッドパーツに搭載した武器で周囲に拡散するエネルギー弾を放出しながら乱射する等、多彩な武装による攻撃方法で自身の身を守りつつ徐々に追い詰めるトリッキーな戦法を取る。知恵を意味するその名前のように冷静かつ狡猾な戦略を練るその頭脳はシグマをも上回ると推定されており、ケイン博士ですら不可能であったゼロのボディの修復をも成功させる。
カウンターハンターステージ2では、巨大な兵器「サーゲスタンク （Sagesse Tank）」に搭乗してエックスに挑む。
当時の『ロックマンX4』関連書籍ではシグマによって制作された記述があるが、その正体や出自には謎が多く、エックスがライト博士の製作であることを知っており、その上で敗北時に「ワシはここで滅びるのか？ ライトの忘れ形見のロボットに“また”敗北するとは…無念じゃ…」と発言することから、ワイリーとの関連性が指摘されているが、開発に携わっていた稲船敬二は「ユーザーに想像して楽しんでもらうため、ワイリーとの関係は明確に語らない」と述べている。
アジール（Agile）
パワー：9800rp / スピード：17800rp
3人のカウンターハンターのうち、敵地の諜報活動および戦闘時の切り込み隊長を担当し、巧みな剣技を誇る剣士である。ゼロのレッグパーツを所持している。長身痩躯で、ボディのカラーリングは紫色に統一されている。
俊敏・機敏を意味するその名前の通りスピードに特化しており、高速で移動しながら斬りつけてくるほか、剣から衝撃波を放つこともできる。カウンターハンター随一の実力を持ち、戦いにおいて彼に地を這わせた者は一人もいないといわれたほど。冷静沈着な自信家で常に不敵な笑みを浮かべ、余裕のある立ち振る舞いをする。また理知的で言葉遣いも丁寧であり、シグマを崇拝している。
カウンターハンターステージ3では、空中からの攻撃に特化した「アジールフライヤー（Agile Flyer）」という通常時とは全く異なる形態で現れる。敗北すると死に際に「こんなハズでは……シグマ様、どうか我々の仇を…」とシグマの存在を明かして消滅する。

#### その他のメインキャラクター
ブラックゼロ / 黒ゼロ（Black Zero）
シグマの手によって作られたゼロのコピー。姿は同じだが全身が黒基調のカラーとなっている。ゼロのボディパーツを全て回収した場合にシグマと共に現れるが、復活した本物のゼロにより一瞬で倒されてしまうため実力の程は不明。携帯アプリ版ではランキングモードでのみ戦闘が可能になっている。
ブラックゼロ自身は本作のみの登場だが、後に本物のゼロ自身が黒のカラーリングとなるバージョンが隠し要素などで定着していく。
シグマ（Σ / Sigma）
パワーとスピード：18500rp
イレギュラーハンター第17精鋭部隊の元隊長であり、史上最強のレプリロイドと呼ばれる。半年前にレプリロイドのための世界を創造するために反乱を引き起こしたが、エックスによって倒され、その計画は失敗に終わった。しかし、カウンターハンターが全て倒された後、実体を得て「ネオシグマ（Neo Sigma）」の名で復活。エックスとゼロ（場合によってはコピー）とを戦わせようと仕向けてくる。
実体を持ってエックスの前に現れるのは終盤だが、本作のボスキャラクターの経歴の中には、シグマが関与しているものも多数存在する。
本作ではボディのカラーリングが黄色と青を主体としており、前作と幾分異なる点がある（ボディ各所のディティールなど）。両腕に爪を装備し、電撃のような攻撃と織り交ぜて俊敏な攻撃を行う。
彼の正体がプログラムウィルスであると正式に明かされるのは次回作『ロックマンX3』の話だが、本作時点でその設定は存在しており、実体を倒されるとウィルス本体「シグマウィルス（Sigma Virus）」が立体映像のような姿となって襲い掛かってくる。この形態では目からの光線や体当たり、ザコメカニロイド4種を召喚して攻撃する。ライフが減ってくるとワープも行う。
どのような経緯で知ったかは不明であるが、「ゼロの本当の敵は自分ではないはずだ」「奴は…最後の…ワイ…ナン…ズ（ワイリーナンバーズ）」など、ゼロの製作者を知っているような言葉を残している。
イレギュラーハンター
OPステージでエックスと共に登場していた緑色のレプリロイド。チェバルを運転してイレギュラー生産工場を急襲するが、反撃によって死亡した。

### ボスキャラクター

#### メインボス / 特殊武器あり
斜体は異名。今作は、元々はハンターだった者（「シグマの反乱」時の残党を含む）以外もおり、中にはシグマが製作に関わっているものも存在。また、ハンターでないものも含め、ボス全員が「特A級」とされている。各ステージのうち4つに後述のアーマーパーツ、残り4つのステージにサブタンク、8箇所全てのステージにライフアップがどこかに隠されている。ライフアップとサブタンクの詳細はこちらを参照。
水晶の魔術師 クリスター・マイマイン（Cristar Mymine）
日本国外版での英名は「クリスタル・スネイル（Crystal Snail）」と表記される。
パワー：6800rp / スピード：500rp
エネルゲン水晶ステージのボス。カタツムリ型レプリロイド。ボディのカラーリングは水色を基調としており、殻のカラーリングはオレンジ色を基調としたものになっている。
出自および反乱に加わった理由が全く不明なイレギュラーレプリロイドで、エネルゲン水晶が発掘できる鉱山を占拠、蜂起した。小柄でおっとりした気弱な性格だが、ボスとの戦いでは敵を封じ込める水晶弾「クリスタルハンター」を放つ他、一時的に時間の流れを遅くすることもできる。殻は強固でバスターでは壊せず、殻に篭って身を守りつつ空中から相手目がけて体当たりをする。ある弱点武器で本体と殻を分離させることが可能。この時、殻に戻ろうとする本体は段違いに俊敏になる。
深海の切り裂き魔 バブリー・クラブロス（Bubbly Crablos）
日本国外版での英名は「バブル・クラブ（Bubble Crab）」と表記される。
パワー：6000rp / スピード：4800rp
深海の基地ステージのボス。カニ型レプリロイド。第6艦隊に所属していた元特A級のイレギュラーハンター。ボディのカラーリングは赤を基調としている。
金に貪欲な守銭奴で、己の私腹を肥やすために反乱に加わる。反乱後は輸送部隊の隊長となり海底基地からイレギュラーを送り出している。同じ部隊に所属する、ホイール・アリゲイツとは犬猿の仲である。
腹部を開いて泡を吹き付ける「バブルスプラッシュ」の他、自らを泡に包みバリアとすることもできるが、こちらが上空を通る（縦軸が合う）とバリアを解除して両肩のビームブレードで攻撃する習性がある。ボスラッシュには天井にトゲトラップが配置される。
彼のステージのBGMは後に『ロックマンX5』のタイダル・マッコイーンのステージでアレンジされて使用されている。
夢の島の堕天使 メタモル・モスミーノス（Metamor Mothmeanos）
日本国外版での英名は「モーフ・モス（Morph Moth）」と表記される。
パワー：3200rp / スピード：8800rp
ロボットスクラップステージのボス。ミノガ型レプリロイド。ボディのカラーリングは紫を基調としている。
他のレプリロイドの残骸を吸収することで成長する、特異な性質を持つシグマ製の試作型イレギュラーレプリロイド。物事にこだわらない性格で、反乱に加わった経緯も不明。スクラップ工場を制圧し、廃品からイレギュラーを生産していた。
戦闘時、最初は蓑虫のような姿だがスクラップを吸収し徐々に肥大化し、最大サイズまでスクラップを吸収するか、その前に一定のダメージを与えると脱皮して成虫（蛾）の姿になる。蓑虫状態ではスクラップ片を撒き散らしたり、自分に取り込んで攻撃に使用。蛾の状態では空を舞いながら鱗粉撒き散らしとレーザーで攻撃する。8体のボスの中では倒した時唯一下に落下する。
緑林の小悪魔 ワイヤー・ヘチマール（Wire Hetimarl）
日本国外版での英名は「ワイヤー・スポンジ（Wire Sponge）」と表記される。
パワー：6400rp / スピード：4800rp
気象コントロールセンターステージのボス。ヘチマ型レプリロイドで、ロックマンXシリーズでは最初の植物型ボスキャラクター。ボディのカラーリングはアリゲイツと同じ。
シグマにより管理されている秘密工場で製造された、いわば「生まれながらのイレギュラー」といえるレプリロイド。だが性格に問題のある失敗作であり、常に陽気で無邪気な子供っぽく、それゆえの残酷さを持つ性格。シグマに与えられた気象コントロールセンターで天候を気ままに変えて遊んでいる。
蔓型のチェーン（ワイヤー）を多様に扱う他、ライフエネルギーが一定量減少すると体を避雷針として落雷を操る（攻撃力も上がる）。弱点武器でとどめを刺すと胴体が真っ二つになる演出がある。
『ロックマンゼクス アドベント』の背景にも登場している。ボスラッシュでは部屋が狭くなっている。
凶牙の重戦車 ホイール・アリゲイツ（Wheel Alligates）
日本国外版での英名は「ホイール・ゲーター（Wheel Gator）」と表記される。
パワー：9800rp / スピード：1800rp
恐竜戦車ステージのボス。凶暴な人格を持つワニ型レプリロイド。ボディのカラーリングは緑を基調としている。
イレギュラーハンター第6艦隊の副隊長だったが、任務中に仲間のハンター同僚を襲い、裏切り者として追われていた。反乱に加わったのも己の破壊の願望を満たすのが目的であり、恐竜型巨大陸上空母で都市を蹂躙していく。
戦闘では不透明な液体が波打つ部屋で水面下に潜み、突如足元から噛み付いてくる他、両肩から発射する特殊武器「スピンホイール」や一定のダメージを受けるとドリル状に錐揉み回転しての突進など、壁蹴りなどで逃げられても対応可能な攻撃も持つ。こちらの攻撃を食べて吐き返すこともある。錐揉みで削られた壁に触れるとダメージを受ける。ボスラッシュでは最初から錐揉み攻撃を繰り出す。
砂原の韋駄天 ソニック・オストリーグ（Sonic Ostreague）
日本国外版での英名は「オーバードライブ・オストリッチ（Overdrive Ostrich）」と表記される。
パワー：3800rp / スピード：9900rp
砂漠基地ステージのボス。ダチョウ型レプリロイド。
元々は第7空挺部隊所属だったが事故で飛行能力を失い、引退している。そのダチョウの高性能の脚力に目を付けたシグマによってその実力を再評価され、シグマの計画に参加する。自分の新たな能力を見出してくれたシグマに感謝しており、砂漠にミサイル発射基地を占拠、シグマへの忠誠心のためにその照準をイレギュラーハンター基地に向けていた。
高い脚力を活かした高速突進や蹴りでエックスを吹き飛ばす他、赤い衝撃波「ソニックスライサー」を飛ばしてくる。ボスラッシュでは、その背景が砂から雪に変わり、地面が若干高くなっている
紅のアサッシン マグネ・ヒャクレッガー（Magne Hyakulegger）
日本国外版での英名は「マグナ・センチピード（Magna Centipede）」と表記される。
パワー：2900rp / スピード：8800rp
中央コンピューターステージのボス。4つの腕を持つ ムカデ型レプリロイド。ボディのカラーリングは赤系を基調としたものになっている。
イレギュラーハンター第0特殊部隊、別名：「忍び部隊」に所属していたが、任務中にシグマに拉致され洗脳されてしまう。超大型中央コンピューターを制圧し、全世界中にシグマウイルスを送信している。第0部隊の一員として任務であれば仲間でも躊躇いなく破壊する冷徹な性格。
姿を消してテレポートする、特殊武器である手裏剣状の磁力機雷「マグネットマイン」を投げつける、天井に逆さに張り付くなど、忍者を思わせる攻撃を仕掛けてくる。尻尾は複数に分離して遠隔操作が可能。接合状態では尻尾からウイルスを注入し、相手の能力を奪うことができる。弱点武器で攻撃すると尻尾が破壊され、尻尾を使った攻撃ができなくなる。
なお、カウンターハンターステージ5は中央コンピューターステージと同じとなっているが、この時はシグマと戦うことになる。
『ロックマンX6』では、メタルシャーク・プレイヤーの必殺技として再生され登場する。
ヒートナックルチャンピオン フレイム・スタッガー（Flame Stagger）
日本国外版での英名は「フレイム・スタッグ（Flame Stag）」と表記される。
パワー：3600rp / スピード：7000rp
火山帯ステージのボス。負けず嫌いなシカ型レプリロイド。
隊長であったシグマが所属していた頃の第17精鋭部隊隊員。最初の反乱では、ブーメル・クワンガーや反乱に参加したハンター達と共にシグマの下に参じ、反乱の終結後に行方不明となっていた。火山を噴火させて火山灰で地球に降り注ぐ太陽光線を遮断、世界に氷河期を陥れる計画を進めている。
鹿の角の代わりに側頭部から炎を噴き出させており、戦闘では両の拳や全身にも炎を纏って、三角跳びや様々な炎の拳撃「ラッシングバーナー」で戦う。纏う炎は一定の状況下で青白くなり、より高い戦闘力を発揮する。ボスラッシュでは最初から青白くなっている。

#### その他のボスキャラクター
超大型メカニロイドCF-0（Gigantic Mechaniroid CF-0）
OPステージのボス。カウンターハンターが世界中の都市を制圧するためにイレギュラー生産工場で開発、量産していたメカニロイドである。エックスが戦ったものの他に建造途中のものがステージ中で確認できる。
縦数画面分にも及ぶシリーズ屈指の巨大さを誇り、さらに頭部以外攻撃を受けつけないが、その重量が災いして動きが鈍い。また、頭部・腕部・脚部以外の部分は、エックスが触れてもダメージは受けない。武器の類は装備しておらず、攻撃はジャンプや歩行による踏みつぶしや連続して放つパンチなど。
ネオ・バイオレン（Neo Violen）
カウンターハンターステージ1のボス。バイオレンから外見の変化はないが、鉄球の軌道を複雑に変化させるブロックを空中に出現させる他、弱点武器への耐性が上がっているなど、パワーアップしている。
サーゲスタンク（Sagesse Tank）
カウンターハンターステージ2のボス。サーゲスの操る巨大戦車。縦に並ぶ4門の砲台から、それぞれバウンド弾、ブーメラン弾、誘導弾、レーザーを発射する。砲台を破壊される都度前進して、浮遊する足場を破壊する。砲台が全て破壊されても、露出したコクピットから分裂弾を放って攻撃可能。
アジールフライヤー（Agile Flier）
カウンターハンターステージ3のボス。アジールが飛行形態へと変化した姿。上方に滞空した状態から、左右へ電撃と共にブロックを発生。電撃を壁に伝わせると共にブロックを真下に落下させる。また左右の壁からは挟み撃ちするように小型ミサイルが放たれてくる。
空対地の攻撃に特化しているため、自分より上方が死角となってしまう弱点がある。

#### 中ボスキャラクター
チョップレジスター（Chop Register）
ヒャクレッガーステージの1体目の中ボス。レーザーで構成された立体映像の剣で実体化しており、体当たりを仕掛けてくる。柄の部分が弱点。
レイダーキラー（Raider Killer）
ヒャクレッガーステージの2体目の中ボス。1つ目の怪獣のような姿のイレギュラー。
ボスの部屋に行くまでにロックオンされた回数で色が変わり耐久力も上がり、三回サーチされるとバリアを張るようになる。
オールドロボット（Old Robot）
モスミーノスステージに登場する中ボスで、ステージのメインとなる工場の内部を進む毎に出現する。元々は数十年前に戦争で活躍していた戦闘用ロボットだったが、戦場で各所が破壊され機能停止していた。
工場内の廃ロボットやガラクタに埋まっていたスクラップのロボットで、あるザコキャラに憑依されることで操られる形となりエックスを襲う。
マグナクオーツ（Magna Quartz）
マイマインステージの中ボス。レーザーを放つビットを飛ばしてくる水晶の柱に入った機械。ビットは一切の攻撃が通用しないが、本体を破壊するとビットも自滅する。

## ゲーム内容

### 能力

#### 特殊武器
※名称の表記は「入手する特殊武器 - 所有するボス」とし、以下に記述する
クリスタルハンター（Crystal Hunter）- クリスター・マイマイン
- 通常 - 敵を正六角形の水晶に固める特殊弾を発射する。射程は短く、浅い放物線上に飛ぶ。十字ボタンの上を押しながら発射すると、より高い角度で発射できる。固めた敵は足場に利用できる他、横からダッシュでぶつかることによって破壊することもできる。画面内に敵を3体まで固められる。これで倒すと武器エネルギーが確定で出現する。また、敵を固めた状態で武器選択画面を開き、別の武器に切り替えると、固めていた敵は消滅する。なお、ボスに対しては弱点武器となっているボスを除いては、水晶に固めることはできず、僅かなダメージを与えるのみ。
- チャージ - エックス自身を含め一定時間、周囲の時間の流れを遅くする。精密な動作を要求される場面で活用できる。なお、攻撃力はない。

バブルスプラッシュ（Bubble Splash）- バブリー・クラブロス
- 通常 - 浅い斜め上に泡を発射する。武器ボタンを押した長さで、一度に出る泡の数が1～8発に変化する。射程はややランダム。水中で使うと、より上方向に高速で飛び、ダッシュ中に使うとより速く飛ぶ。
- チャージ - エックスが全身に無数の泡を身に纏い、接近した敵に連続でダメージを与える。使用している間はエネルギーが減り続けるが、耐久力制限が無く、敵に触れて消えるそばから新たな泡が発生し続ける。やや上下に弱く（頭頂部と足元が死角）、またバリアのように敵の弾は防げない。水中で使用すると、ジャンプ力が飛躍的に上がる効果がある。使用中に武器選択画面を呼び出して武器を変えるとキャンセルできる。

スクラップシュート（Scrap Shoot）- メタモル・モスミーノス
通常版・チャージ版ともに場所によって利用する物質が変わり、性能も異なる（中にはカウンターハンターの弱点となるものも存在）。　
- 通常 - 周囲の物質を利用した弾を撃つ。なお上記のように、場所によって物質・性能は以下のように変化する。
  - 機械の弾は浅い放物線上に飛び、敵や地形に当たると斜め4方向に小さく分裂する。この弾は形が2種類存在する。
  - 岩の弾は、機械の弾と同様に飛び、着地後に少し跳ねてから分裂する。
  - 葉っぱの弾は、短い距離を逆放物線上に飛び、そこで分裂せずに消滅。
  - 水晶の弾は強力で、着地後に何度もバウンドしながら前進し、壁や敵に当たると分裂する。
  - バスターを構えるのみでなにも発射されない。

- チャージ - より大量の物質を集積して放つ。弾が大きくなり、威力・射程・貫通性なども高くなる（大元の性能は通常版に準ずる）。チャージが完了した瞬間に周囲から物質が引き寄せられてくるが、その状態でダメージを受けると自動的に発射される。また、特定の場所で使用すると、ライフエネルギーと武器エネルギーなどのアイテムを引き寄せる。

日本国外では「シルクショット（Silk Shot）」と表記される。
ストライクチェーン（Strike Chain）- ワイヤー・ヘチマール
- 通常 - 攻撃だけでなく、アイテム回収にも使えるワイヤーを放つ。壁に撃ち込んで引き寄せ、壁につかまることもできる。ショットボタンを押している長さで射程が変わり、鎖の部分には攻撃能力がない。
- チャージ - 通常よりさらに長く引き寄せる力が強くなった巨大なワイヤーを放つ。この攻撃で敵を撃破すると必ずアイテムを落とす。

スピンホイール（Spin Wheel）- ホイール・アリゲイツ
- 通常 - 地面に沿って転がり、特定の地形を破壊できる回転鋸型エネルギー弾を発射する。敵に当たるとその場で留まって連続でダメージを与え、一定時間が経つと消える。地面で壁に当たるとしばらく留まってから小さく跳ねて消滅するが、転がってから段差を落ちた場合は斜めに落ち、壁に当たると跳ね返る。特定の地形を破壊する効果も持ち、今作のボディとフットパーツの入手にはこの特殊武器が必要。
- チャージ - 発射直後にホイールが弾け飛び、8方向に弾が飛ぶ。貫通性があり、特定の地形を破壊する効果も健在。

ソニックスライサー（Sonic Slicer）- ソニック・オストリーグ
- 通常 - 壁に当たると斜め上に反射する青い衝撃波の刃を、一度に2発発射する。天井に当たると斜め下に跳ね返る。2発まで連射でき、1発目は6回、2発目は12回跳ね返ると消滅する。
- チャージ - より巨大な刃5発を放物線状に打ち上げて落下させ、画面広範囲を攻撃する。撃ち上げる時も攻撃判定を持ち、頭上の敵に打ち上がる刃を5発全弾当てることも可能。

マグネットマイン（Magnet Mine）- マグネ・ヒャクレッガー
- 通常 - 軌道を上下に遠隔操作でき、壁などに設置できる機雷を発射する。敵に命中するか、設置して一定時間経つと小さく爆発する。連射はできないが、地形に設置させれば次の弾を撃てる（最高4発設置可能）。マグネットマイン同士をくっつけることができるので、地面などに固めてくっつけて壁をつくることもできる。
- チャージ - 敵の弾を吸収できる、弾速の遅い、軌道を上下に遠隔操作可能な磁力弾を発射する。敵や弾（小さいもの）などを吸い込むことで徐々に巨大化し、ボディパーツ装備時はギガクラッシュのエネルギーも蓄積される。画面外に出るか、武器を変更しない限り消えない。

ラッシングバーナー（Rushing Burner）- フレイム・スタッガー
- 通常 - 水平方向に飛ぶ炎を纏った弾を発射する。地上で使うと、弾が通過した後に小さな残り火が地面を走る（攻撃力は低い）。水中では火を纏わずに弾だけが飛び、威力が低下する。
- チャージ - エックスの全身に炎を纏ってのダッシュ体当たり。空中でも使えるが、移動距離は地上の約半分ほどとなる。ダッシュジャンプやエアダッシュ後に使用すると、その後にエアダッシュすることが可能（通常はダッシュジャンプ後や二連続のエアダッシュは不可能）で、これを利用すれば空中の長距離移動ができる。なお、水中で発動すると効果が相殺され攻撃力はなくなる。

日本国外では「スピードバーナー（Speed Burner）」と表記される。

#### ノーマルアーマー[4]
『ロックマンX DiVE』ではセカンドアーマーという名称。
前作で使用したアーマーは事件後にカプセルに返還されている。本作のパワーアップパーツは、その際の実戦のデータを参考に改良が施されている。
なお、フットパーツとアームパーツを装備すると梯子の昇降速度が上がる。さらに全パーツを装備すると武器エネルギー消費量が半減される。
ヘッドパーツ
「アイテムトレイサー（Item Tracer）」の機能が備わる。特殊武器として使用することでカーソルを出現させ、特定の場所にあるアイテムや隠し通路を見つけ出す。あくまで場所を指し示すだけで、示された場所でどうすべきかは自分で判断しなければならない。武器エネルギーゲージが存在するが、いくら使ってもエネルギーは減らない。
フットパーツ
空中を移動できればエックスの攻撃力が30%上昇するという分析の結果、空中でのダッシュ機能「エアダッシュ」が使用可能になり、落下速度を打ち消して水平にダッシュすることが可能になる。またジャンプ力もわずかながら上昇する。
ボディパーツ
ダメージを3/4に軽減（小数以下切り捨て）する機能が備わる。「強力になるイレギュラーの攻撃を半減するのは今後不可能に近い」という分析の結果、光学兵器でダメージを受けた際エネルギーを蓄積して、満タンになったとき一気に放出する「ギガクラッシュ（Giga Crush）」が使用可能になる。画面内の雑魚を一掃するのに適しているが、ダメージ後の無敵時間が存在するボスキャラクターに対しては効果が薄い。一度使用するとエネルギーは完全に空になる。また、特定の地形を壊せる。
アームパーツ
前作で苦戦を強いられたのは、敵に一気にとどめをさせなかったためという分析の結果、両腕をバスターに変形させ、左右1発ずつ、合計2発のチャージショットを連射する「ダブルチャージ（Double Charge）」が使用可能になる。
通常のチャージショットやダブルチャージの1発目は「ショットボタンを離す」ことで発射するシステムになっているため、チャージしたまま走ったりするにはショットボタンをずっと押しっぱなしにしていなければならないが、ダブルチャージの2発目は「ショットボタンを（再度）押す」ことで発射するようになっているので、ボタンを押しっぱなしにしていなくてもチャージ状態を維持できる。
ダブルチャージの2発目は、中心のエネルギー弾が2本のエネルギーの帯を纏っている。これらは別々の攻撃判定を持っており、半端な当て方だと帯の部分だけヒットせず向こう側に飛んでいってしまう場合がある。また、これら3つの攻撃判定はボスなどの「攻撃を受けた直後の無敵時間」を無視する特性を持ち、一発目と合わせればボスに対しても連続してダメージを与えることができる。
ただし、4段階以上チャージした場合、ダッシュしながら撃つことはできなくなる（ダッシュ中に撃つと強制で立ち止まる）。また、壁につかまっている状態で撃つと2発目が速射できる。
『X DiVE』では、日本国内版の2020年10月25日のアプリのリリース当初より通常ガチャで排出する。アクティブスキルは作中と同様の「ダブルチャージショット」と「ギガクラッシュ」を持つ。他にも、『X DiVE』オリジナルキャラクターで『ロックマンロックマン』のような2頭身仕様の「Xセカンドアーマー（RRX）」が登場し、2022年5月18日より期間限定のイベントガチャでのみ実装された。ただし、双方のアクティブスキルは異なっている。
Xセカンドアーマー
「ダブルチャージショット」は、地上の正面の敵にのみ命中する。デメリットとして、敵をロックできず、ジャンプ中でのショット攻撃はできない等の作中と異なっている。パッシブスキルの習得によって、1発目のフルチャージショットを敵に命中すると行動不能にする。EXスキルの装備によって、チャージ時間の短縮、1発目のチャージショットの貫通性能の追加、2発目のフルチャージショットの命中した敵をのけぞらせることができる。
「ギガクラッシュ」は作中と同様、ギガエネルギーを全て消費することで範囲内の敵にダメージを与えられる。発動後は再発動まで時間が掛かる。ギガエネルギーは時間経過またはダメージを受けることで蓄積する。パッシブスキルの習得によって、発動モーション中に一切のダメージを受けなくなる。固有DNAの習得によって、チャージショットを敵に命中するとギガエネルギーが増加する他、ギガエネルギーを50%以上になると受けるダメージを20%減少する。
Xセカンドアーマー（RRX）
「ストックチャージショット」は、『X4』のショットのアイコンは存在せず、1度に1発づつ6発まで発射し、地形や壁を貫通する。EXスキルの装備によって、1度に6連続発射が可能になる。
「ギガクラッシュ・Q」は、Xセカンドアーマーと同様の画面全体攻撃に加えてホーミング性能を持つアイスミサイルを3つ発射し、地形を無視して目標の敵にダメージを与える。詳しい詳細は上記のXセカンドアーマーの「ギガクラッシュ」を参照。

#### サポートマシン
ライドアーマー タイプEG-2カスタム“ラビット”
レプリロイドが搭乗して操縦するロボット。アリゲイツ、マイマインステージに登場。前作のものと比べて戦闘面に特化しており、両腕がガトリング状ののドリルになっている。
前作でできたアクションの他に、攻撃ボタン長押しでドリルを回転させ攻撃判定を発生させ、ダッシュしながら回転させたり、ボタンを離してダッシュパンチができる。また、トゲ無効でジャンプ後にブースターで長距離移動が可能。
ライドアーマーの体力が尽きると一定時間後大破し強制的に降ろされる他、大柄なサイズから、狭い通路では降りなければステージの先に進めない。
ライドチェイサー ADU-T400 TURBO “チェバル”
レプリロイドが搭乗して操縦するホバーバイク。ソニック・オストリーグステージにのみ登場。トゲ無効でカウルから弾が撃てるが、乗り込むと自動的に先に進む。
ライドチェイサーの体力が尽きるか壁にぶつかると大破する。中盤にある竜巻発生装置にぶつければ破壊することができる。なおライドアーマーと違い、降りてもバイクが無人のまま突撃するので再搭乗が不可能。

#### 隠しアイテム
昇龍拳
地上にいてライフエネルギー満タン時のみ、  +攻撃ボタン（コマンドは右向き時）で発動。本作においてのこちらではケンが使うものにあたるため、腕を炎に包んで飛び上がり、強力なアッパーカットを放つ。一撃の威力が高い上に、敵に重なると連続でダメージを与えられるので、ボスですらすぐに倒せる威力があるが、相手に無敵時間が発生している間は効かない。攻撃後は落下するのみだが、この間は無敵という特性がある。パスワードで記録できない。
なお、本作のみ前作のような技名のボイスはない。X8にも再びこの技が使用されるが、あちらはリュウが使うものと同じではあるため、炎は纏わない。

## 移植版
| No. | タイトル                                | 発売日                      | 対応機種                                     | 開発元      | 発売元   | メディア                                   | 型式                              | 備考                            | 出典                      |
| --- | --------------------------------------- | --------------------------- | -------------------------------------------- | ----------- | -------- | ------------------------------------------ | --------------------------------- | ------------------------------- | ------------------------- |
| 1   | Mega Man X Collection                   | 2006年1月10日               | ゲームキューブ PlayStation 2                 | カプコン    | カプコン | DVD-ROM 8センチ光ディスク                  | GC:DL-DOL-GXGE-USA PS2:SLUS-21370 | 他シリーズの6作品との合同収録作 |                           |
| 2   | ロックマンX2                            | 2008年12月1日               | FOMA703/903以降 （iアプリ）                  | カプコン    | カプコン | ダウンロード （カプコンパーティ）          | -                                 |                                 | [ 6 ]                     |
| 3   | ロックマンX2                            | 2009年5月14日               | EZweb Yahoo!ケータイ                         | カプコン    | カプコン | ダウンロード                               | -                                 |                                 | [ 7 ]                     |
| 4   | ロックマンX2                            | 2011年12月27日              | Wii                                          | カプコン    | カプコン | ダウンロード （バーチャルコンソール）      | -                                 |                                 | [ 8 ] [ 9 ] [ 10 ] [ 11 ] |
| 5   | ロックマンX2                            | 2013年10月9日 2014年1月2日  | Wii U                                        | カプコン    | カプコン | ダウンロード （バーチャルコンソール）      | -                                 |                                 | [ 12 ] [ 13 ] [ 14 ]      |
| 6   | ロックマンX2                            | 2016年7月20日               | Newニンテンドー3DS                           | カプコン    | カプコン | ダウンロード （バーチャルコンソール）      | -                                 |                                 | [ 15 ] [ 16 ]             |
| 7   | ロックマンX アニバーサリー コレクション | 2018年7月24日 2018年7月26日 | PlayStation 4 Nintendo Switch Xbox One Steam | カプコン M2 | カプコン | BD-ROM Switch専用ゲームカード ダウンロード | -                                 | 他シリーズの3作品との合同収録作 | [ 17 ] [ 18 ]             |

## 音楽
コマーシャルソング
- 「世界が終わる瞬間（とき）」
作詞：SHINYA、作曲：TAR、編曲：REDIEAN;MODE、GEORGE KAMATA、歌：REDIEAN;MODE

## スタッフ
- プロデューサー：藤原得郎
- ディレクター：稲船敬二
- プランナー：津田祥寿
- グラフィック・デザイナー：稲船敬二、つげしょう、加治勇人
- 音楽：岩井由紀
- サウンド・デザイナー：山田一法

## 評価
ゲーム誌『ファミコン通信』の「クロスレビュー」では、8・7・6・8の合計29点（満40点）、『ファミリーコンピュータMagazine』の読者投票による「ゲーム通信簿」での評価は以下の通り、22.0点（満30点）となっている。また、1998年に刊行されたゲーム誌『超絶 大技林 '98年春版』（徳間書店）では、前作からの変更点が少ないことを指摘しつつも、グラフィックや音楽、操作性が向上していると肯定的に評価した。
| 項目 | キャラクタ | 音楽 | お買得度 | 操作性 | 熱中度 | オリジナリティ | 総合 |
| 得点 | 3.9        | 3.7  | 3.5      | 3.7    | 3.8    | 3.4            | 22.0 |

## 関連書籍
- 『ロックマンX2 完全攻略本』1994年、徳間書店インターメディア
- バスター攻略シリーズ『ロックマンX2 パーフェクト攻略』1994年、日本テレビ ISBN 4820394436
- スーパーファミコン完璧攻略シリーズ82『ロックマンX2 必勝攻略法』1995年、双葉社 ISBN 4575284076
- 覇王ゲームスペシャル21『ロックマンX2』1995年、講談社 ISBN 4063292215